# Barga
Barga is een gemeente in de Italiaanse provincie Lucca (regio Toscane) en telt 10.038 inwoners (31-12-2004). De oppervlakte bedraagt 66,5 km², de bevolkingsdichtheid is 151 inwoners per km².
De volgende frazione maken deel uit van de gemeente: Fornaci di Barga, Ponte all'Ania, Castelvecchio Pascoli en Sommocolonia.

## Demografie
Barga telt ongeveer 3898 huishoudens. Het aantal inwoners daalde in de periode 1991-2001 met 1,8% volgens cijfers uit de tienjaarlijkse volkstellingen van ISTAT.
| Jaar | Inwoneraantal |
| ---- | ------------- |
| 1991 | 10.201        |
| 2001 | 10.018        |

## Geboren in Barga
- Francesco Farioli (1989), voetbaltrainer (Ajax)

## Geografie
De gemeente ligt op ongeveer 410 meter boven zeeniveau.
Barga grenst aan de volgende gemeenten: Coreglia Antelminelli, Fosciandora, Gallicano, Molazzana, Pievepelago (MO).

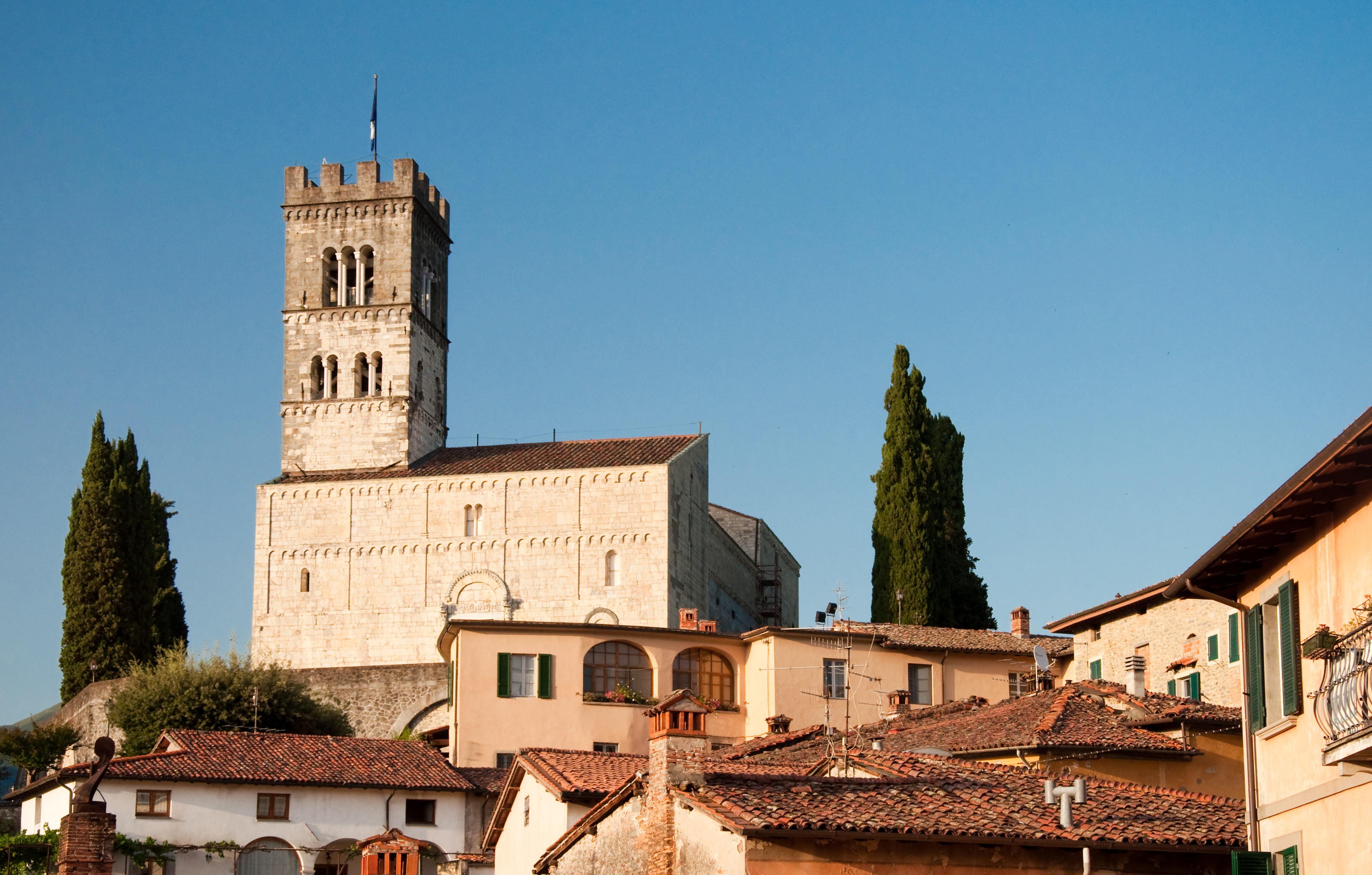
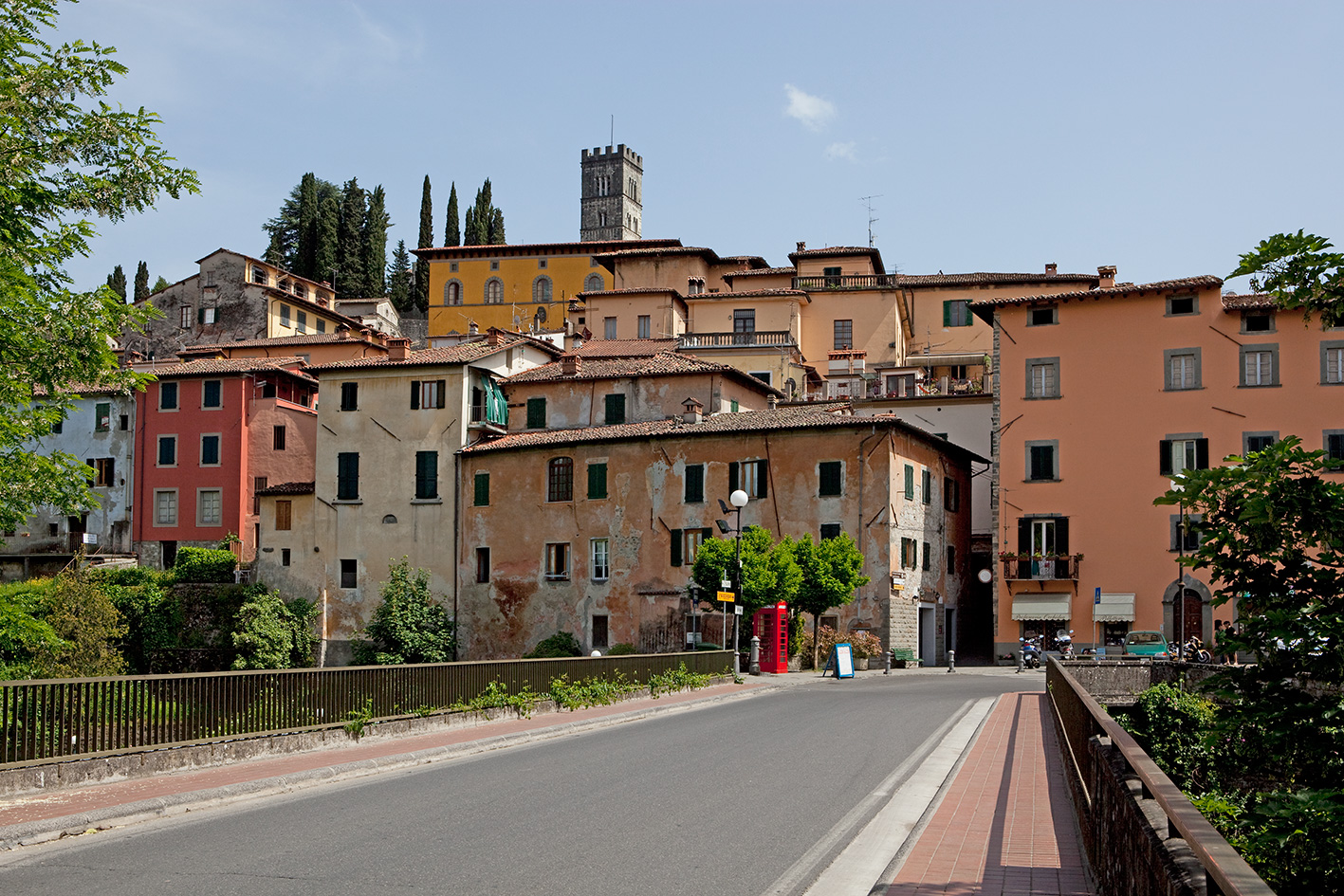
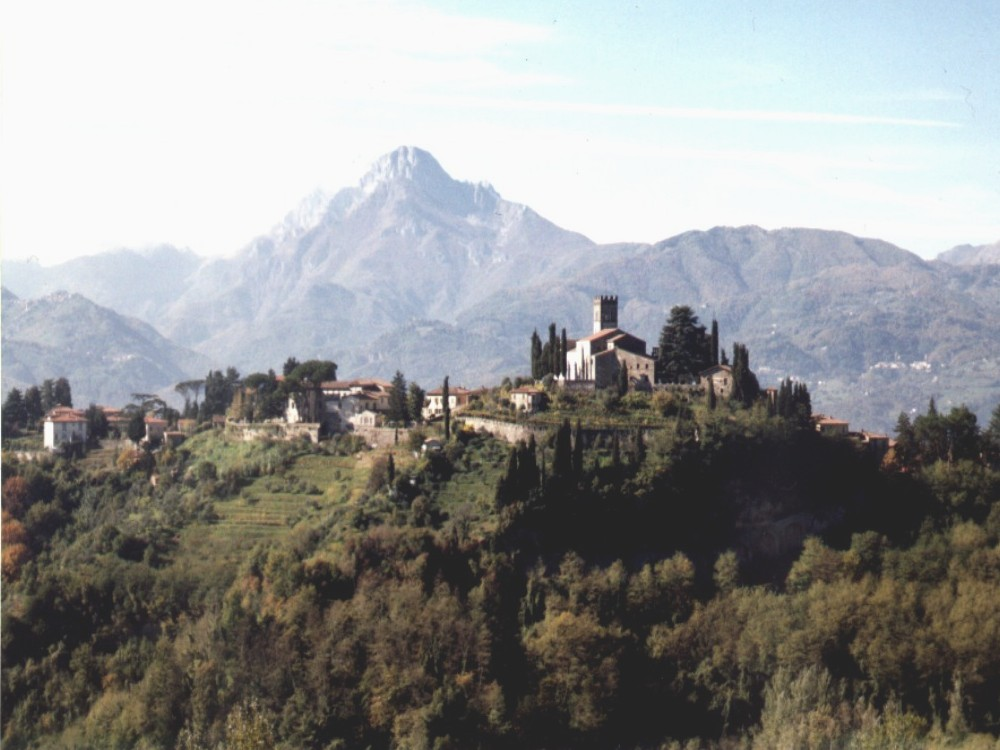
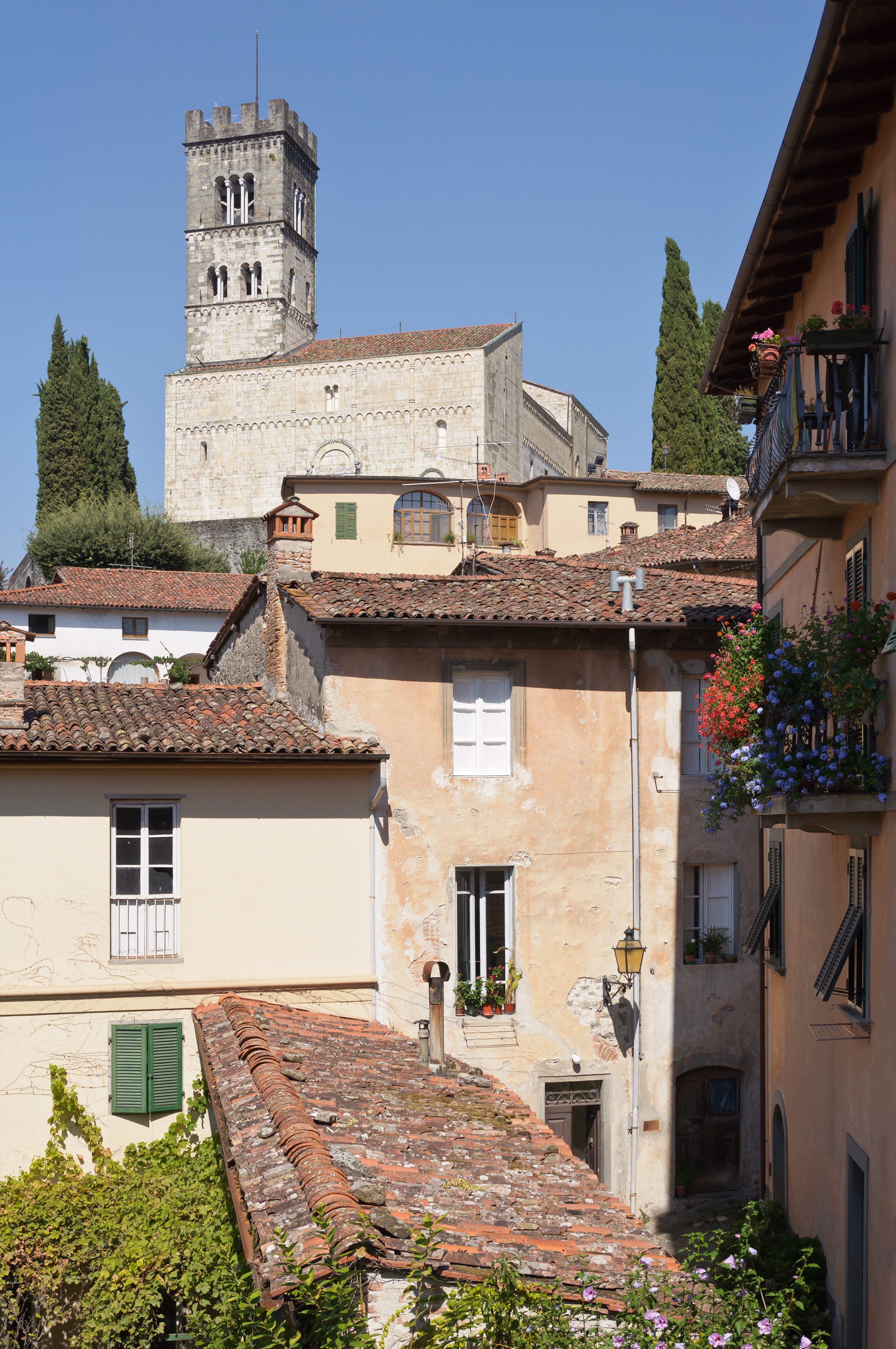
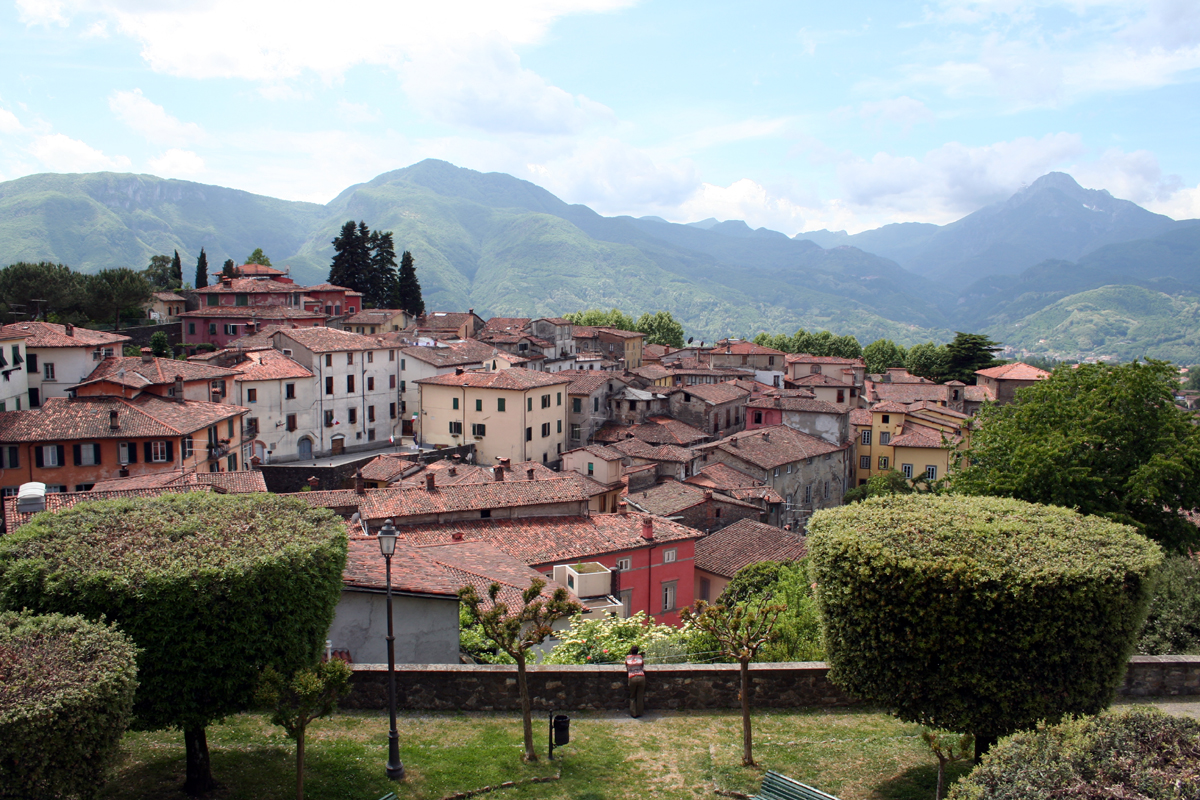